# Diphlu
Le Diphlu est une rivière d'Inde et un affluent du Brahmapoutre.

## Géographie
Le Diphlu traverse l'état indien d'Assam et le Parc national de Kaziranga.